# Tazewell (Virgínia)
Tazewell é uma cidade  localizada no estado norte-americano de Virginia, no Condado de Tazewell.

## Demografia
Segundo o censo norte-americano de 2000, a sua população era de 4206 habitantes.
Em 2006, foi estimada uma população de 4379, um aumento de 173 (4.1%).

## Geografia
De acordo com o United States Census Bureau tem uma área de
10,5 km², dos quais 10,5 km² cobertos por terra e 0,0 km² cobertos por água.

## Localidades na vizinhança
O diagrama seguinte representa as localidades num raio de 28 km ao redor de Tazewell.